# خط زمني بالتوجه الجنسي والطب
خط زمني بالأحداث المتعلقة بالتوجه الجنسي والطب

## القرن التاسع عشر
1886
- الدكتور ريتشارد فون كرافت إيبنج وهو طبيب نفسي ألماني، ينشر دراسة حول الانحراف الجنسي (باللاتينية: Psychopathia Sexualis).

## القرن العشرين
1948
- نشر أولى تقارير كينسي بعنوان «السلوك الجنسي عند ذكر الإنسان»، والذي نشره الدكتور ألفريد كينسي.

1953
- نشر ثاني تقارير كينسي بعنوان «السلوك الجنسي عند أنثى الإنسان»، والذي نشره الدكتور ألفريد كينسي.

1957
- تأسيس جمعية الدراسة العلمية للنشاط الجنسي بهدف تشجيع الدراسة المنهجية الدقيقة للنشاط الجنسي.

1973
- تصويت الجمعية الأمريكية للأطباء النفسيين على إزالة المثلية من الدليل التشخيصي والإحصائي للاضطرابات النفسية.

1977
- تأسيس «أطباء منطقة الخليج لحقوق الإنسان» (بالإنجليزية: The Bay Area Physicians for Human Rights)‏ في سان فرانسيسكو كمجموعة دعم لطلاب الطب من المثليين والمثليات وللمقيمين ولغيرهم من مزودي الرعاية الصحية. تزعم المجموعة بأنها أول جمعية طبية للإل جي بي تي في الولايات المتحدة.[1]

## القرن الواحد والعشرون

### 2002
نشرت وزارة الصحة والخدمات الإنسانية الأمريكية تقرير "الأشخاص الأصحاء 2010" بهدف زيادة جودة الحياة الصحية وسنواتها والقضاء على الفوارق الصحية في أمريكا. وحدد التقرير التوجه الجنسي كواحد من ستة عوامل ديموغرافية تساهم في الفوارق الصحية.
يضم مجتمع المثليين والمثليات في أمريكا مجتمعًا متنوعًا يعاني من مشاكل صحية متباينة. وتتمثل المشاكل الصحية الرئيسية للرجال المثليين في الإصابة بفيروس نقص المناعة البشرية/الإيدز وغيره من الأمراض المنقولة جنسيًا، وتعاطي المخدرات، والاكتئاب، والانتحار. ويزيد احتمال محاولة الانتحار لدى المراهقين الذكور المثليين بمقدار مرتين إلى ثلاث مرات عن أقرانهم. وتشير بعض الأدلة إلى أن معدلات التدخين وزيادة الوزن واضطراب تعاطي الكحول والتوتر لدى المثليات أعلى من النساء المغايرات جنسياً. ويمكن أن تفرض القضايا المحيطة بالقبول الشخصي والعائلي والاجتماعي للتوجه الجنسي عبئًا كبيرًا على الصحة العقلية والسلامة الشخصية.
برنامج الأشخاص الأصحاء

### 2004
ألغت كلية نيويورك الطبية ميثاق مجموعة طلاب الطب المثليين جنسياً ومزدوجي الميل الجنسي ومغايري الهوية الجنسية بعد التقدم بطلب لتغيير اسمها من منظمة مساعدة الطلاب إلى منظمة المثليات والمثليين ومزدوجي الميل الجنسي ومغايري الهوية الجنسية في الطب. وزعم مسؤولو المدرسة أن "المنظمة وزعيمها سيدافعان عن الأنشطة التي تتعارض مع قيم كلية نيويورك الطبية ويروجان لها". في مقابلة مع صحيفة ويستشستر جورنال نيوز، قال رئيس الجمعية الطبية الأمريكية آنذاك جون نيلسون إنه بصفتها مؤسسة خاصة، فإن الكلية لها الحق في وضع سياساتها الخاصة وإنفاذها. لم تدعم منظمة الجمعية الطبية الأمريكية الحظر، وأصدرت المنظمة بيانًا زعمت فيه أن آراء الرئيس لا تمثل سياسة الجمعية الطبية الأمريكية.
إذا كنت تمتلك شركة أو إذا كان لديك كيان خاص، وكانت هناك قواعد للعضوية هناك، فيجب عليك اتباع القواعد وإلا فلن تتمكن من أن تكون عضوًا. على سبيل المثال، إذا أتيت إلى جامعة بريغهام يونغ، حيث يذهب أطفالي إلى المدرسة، فهناك أشياء معينة لا يجب عليك القيام بها، ومن بينها عدم شرب كوكاكولا في الحرم الجامعي لأن هذا مخالف للقواعد.
— جون نيلسون، رئيس الجمعية الطبية الأمريكية.

## وصلات خارجية
- "The Lesbian and Gay Health Care Community and the AMA" (بالإنجليزية)